# Az Egyesült Királyság az Európai Unió tagjaként
Az Egyesült Királyság 1973-ban csatlakozott az Európai Közösségekhez, az EU elődjéhez. Az ország tagságát népszavazás erősítette meg 1975-ben. Az 1970-es és 1980-as években főleg a Munkáspárt és szakszervezeti vezetők támogatták a kilépést. Az 1990-es évek óta a kilépés fő támogatója a Függetlenségi Párt (UKIP), és növekvő számban támogatták a konzervatívok is.
Miután 2016-ban a brit polgárok többsége népszavazáson a Brexitnek elnevezett kilépés mellett voksolt, az Egyesült Királyság kormánya 2017 márciusában bejelentette az uniós szerződés 50. cikke szerinti kilépési szándékát.  Bár az uniós szerződés szerint a kilépés dátuma 2019. március 29-én 11 óra lett volna, a tényleges kilépésre végül 2020. február 1-jén került sor. A kilépés napját egy 2020. december 31-ig tartó átmeneti időszak követte, az Európai Unió és az Egyesült Királyság közötti megállapodás alapján. Ebben az átmeneti időszakban az Egyesült Királyságban továbbra is az uniós jogot kellett alkalmazni, az uniós jogban a tagállamok körébe az Egyesült Királyság továbbra is bele kellett érteni.
Az Egyesült Királyság kilépése az Európai Unióból előzmény nélküli, ezért a kilépési folyamat precedensként is szolgálhat esetleges jövőbeli kilépési eljárások számára.

## A csatlakozás előzményei
Az Egyesült Királyság nem volt az EU elődjének, a római szerződésnek az aláírója. Ez az 1957-ben aláírt szerződés hozta létre az Európai Közösségeket, beleértve az Európai Gazdasági Közösséget (EGK). A brit csatlakozási kérelmeket 1963-ban és 1967-ben megvétózta Charles de Gaulle francia elnök, azzal az indokkal, hogy „a brit gazdaság számos vonása, a munkagyakorlatoktól a mezőgazdaságig” „Britanniát inkompatibilissé teszik Európával”, és hogy a britek „mély ellenségességgel” viseltetnek minden páneurópai projekttel szemben.
Ahogy De Gaulle 1969-ben visszavonult az elnökségből, az Egyesült Királyság ismét kérte a tagságot, ezúttal sikerrel. A szuverenitás kérdését az FCO 30/1048-as titkos külügyminisztériumi dokumentum vizsgálta, amelyet csak 2002 januárjában tettek közzé a dokumentumok titkosságát 30 év után feloldó szabály alapján. „A politikai területeket, amelyekben az Európai Közösségekhez való csatlakozás érinti a parlament szabadságát” a következőképpen sorolta fel a dokumentum: »vámok, mezőgazdaság, a munkaerő, szolgáltatások és a tőke szabad mozgása, szállítás és a migráló munkások társadalombiztosítása.« A 26. paragrafus azt a következtetést vonta le, hogy érdemes a befolyási és hatalmi meggondolásokat a formális szuverenitás elé sorolni. Az csatlakozási szerződést 1972 januárjában  Edward Heath miniszterelnök, a Konzervatív Párt vezetője írta alá. Az Európai Közösségek törvényt a parlament 1972. október 17-én hozta meg, és a következő nappal megtörtént a hivatalos ratifikáció, és így a következő év január 1-vel az ország csatlakozhatott az EGK-hoz, vagy Közös Piachoz.

## 1975-ös népszavazás
A britek 1975-ben tartottak először népszavazást a tagságról. A Harold Wilson vezette ellenzéki Munkáspárt azzal az igénnyel vett részt az 1974-es választásokban, hogy tárgyalják újra az EGK-tagság feltételeit, és aztán tartsanak népszavazást a tagságról. A Munkáspárt megnyerte a választásokat, de 3 mandátum hiányzott a parlamenti többségéhez, és kisebbségi kormány alakult. A fő politikai pártok és a sajtó főárama támogatta a tagságot, de éppen a kormányzó párt volt megosztott. A párt 1974-es egynapos kongresszusa 2:1 arányban a kilépés mellett szavazott, a 23 tagú kabinetből pedig heten ellenezték a tagságot. Harold Wilson erre a vitára felfüggesztette a kollektív kabinetfelelősség alkotmányos konvencióját, megengedve a minisztereknek, hogy a kormány ellen kampányoljanak.
1975. június 5-én a szavazóknak a következő kérdésre kellett igennel vagy nemmel válaszolniuk: Úgy gondolja, hogy az Egyesült Királyság maradjon az Európai Közösségben (Közös Piacban)? Az ország minden közigazgatási megyéjében és régiójában az igen szavazat kapott többséget, kivéve a Shetland-szigeteket és a Külső-Hebridákat.

## A tagság fenntartásának ellenzői
1977 óta hol a tagság támogatói, hol ellenzői voltak többségben az Egyesült Királyságban, és az arányok jelentősen mozogtak. Az 1975-ös népszavazás során a szavazók kétharmada támogatta a bentmaradást. Ezzel szemben a tagság elutasítottsága 1980-ban, Margaret Thatcher miniszterelnökségének az első évében érte el a csúcsot, ekkor 65 százalék volt, miközben csak 26 százalék volt a támogatók aránya. Miután 1984-ben Thatcher tárgyalásokkal visszatérítést csikart ki a brit EU-befizetésekből, a tagság támogatói többségbe kerültek. Ez így is maradt, kivéve a 2000-es évet, amikor Tony Blair miniszterelnök szorosabb EU-integrációt sürgetett és az euró bevezetését, illetve 2011 környékét, amikor a bevándorlás a közfigyelem középpontjába került. Még 2015 decemberében is egyértelmű többsége volt a tagságnak, bár akkor már látszott, hogy David Cameron miniszterelnök tárgyalásai az EU reformjáról, különösen a "nem eurózóna tagországoknak nyújtott biztosítékokról" és a bevándorlásról, komolyan befolyásolhatják a szavazókat.

## A thatcheri években

Az 1975-ös és 2016-os népszavazások eredményeinek összehasonlítása

1979-ben a britek úgy döntöttek, hogy kimaradnak az európai árfolyam-mechanizmusból (European Exchange Rate Mechanism, vagy ERM), amely az euró létrehozásának az előszobája volt.
Az ellenzékben lévő Munkáspárt az 1983-as választásokon azzal kampányolt, hogy az ország lépjen ki az EGK-ból, mégpedig népszavazás nélkül. A Munkáspárt súlyos vereséget szenvedett, és Margaret Thatcher kormányát újraválasztották. Ezt követően a Munkáspárt is megváltoztatta politikáját.
1985-ben az Egyesült Királyság népszavazás nélkül ratifikálta az Egységes Európai Okmányt, a Római Szerződés első jelentős módosítását, a Thatcher-kormány teljes támogatása mellett.
1990 októberében az Egyesült Királyság csatlakozott az ERM-hez, és a font sterlinget a német márkához rögzítették. Ez Margaret Thatcher mély fenntartásai ellenére történt, akinek azonban engednie kellett miniszterei nyomásának.

## Maastricht és utána
1990 novemberében Margaret Thatcher lemondott a miniszterelnöki posztról, miután a Konzervatív Párt egyre megosztottabbá vált, részben Thatcher egyre euroszkeptikusabbá váló nézetei miatt. 1992 szeptemberében az Egyesült Királyság az ERM elhagyására kényszerült, miután a font sterling erős spekulációs nyomás alá került (Fekete szerda). Becslések szerint a spekulációs támadás több mint 3 milliárd fontjába került a brit adófizetőknek.
A maastrichti szerződés eredményeképp 1993. november 1-gyel az Európai Közösségekből Európai Unió lett. Az új név azt jelképezte, hogy a tömb gazdasági unióból politikai unióvá fejlődött. Miután 2009. december 1-én életbe lépett a lisszaboni szerződés, a felfrissített maastrichti szerződést, az utóbbit új néven kezdték el emlegetni: ez az Európai Unió Szerződése (2007, angolul Treaty on European Union, vagy röviden TEU). A Római Szerződés aktualizált neve Szerződés az Európai Unió Működéséről (angolul Treaty on the Functioning of the European Union, vagy TFEU).
1994-ben Sir James Goldsmith megalapította a Népszavazás Pártot (angolul Referendum Party), azzal a céllal, hogy az 1997-es választásokon népszavazást követeljen a brit EU-tagságról. A párt 547 választókerületben állított jelöltet és 2,6 százalékos eredményt ért el, 810 860 szavazatot szerezve.

## A UKIP szerepe
Az Egyesült Királyság Függetlenségi Pártja (UK Independence Party vagy UKIP) 1993-ban alakult. A 2004-es Európai Parlament választásokon a harmadik helyen végzett a brit pártok között, 2009-ben a második helyen, 2014-ben viszont már az első helyen, a szavazatok 27,5 százalékával. Ez volt az első alkalom az 1910-es általános választások óta, hogy nem a Munkáspárt vagy a Konzervatív Párt szerezte meg a legtöbb szavazatot egy országos választáson. A UKIP 2014-es választási sikerének összetétele a választók közt erős korrelációban állt a 2016-os kilépési népszavazás eredményeivel.
2014-ben a UKIP megnyert két időközi választást, amelyekre azért volt szükség, mert a választókerületek konzervatív parlametni képviselői a UKIP-hoz csatlakoztak, és utána lemondtak mandátumukról. A 2015-ös általános választásokon a UKIP a szavazatok 12,6 százalékát szerezte meg, és a 2014-ben elnyert két mandátum közül az egyiket (Clactont) megőrizte.

## Euroszkepticizmus
Egy 2016 áprilisában publikált elemzésben John Curtice, a Strathclyde Egyetem professzora úgy definiálta az euroszkepticizmust, mint az EU hatalmának csökkentésére irányuló szándékot, az eurofíliát pedig az ellenkezőjeként. E definíció alapján a Brit Társadalmi Attitűdök (British Social Attitudes, BSA) felmérések szerint az euroszkepticizmus az 1993-as 38 százalékról 2015-re 65 százalékra emelkedett. Az euroszkepticizmus azonban nem keverendő össze az EU-kilépés akarásával. A 2015. július-novemberi felmérés például azt mutatta, hogy 60 százalék támogatta a „maradjunk EU-tagok” opciót és csak 30 százalék a kilépést.

## A 2016-os népszavazás
2016. június 23-án véleménynyilvánító népszavazást tartottak az Egyesült Királyság és Gibraltár területén az ország európai uniós (EU) tagságáról. A szavazók 51,9 százaléka az Unióból való kilépésre szavazott.

Az Egyesült Királyság és az Európai Unió a Brexit után

## A Brexit folyamata a népszavazás után
Miután a kilépés tárgyában tartott nem ügydöntő jellegű 2016. júniusi népszavazáson a kilépést támogató szavazatok voltak többségben, az Egyesült Királyság parlamentjének jóváhagyásával Theresa May miniszterelnök 2017. március 29-én jelentette be az Egyesült Királyságnak az Európai Unióból való kilépési szándékát a lisszaboni szerződés 50. cikke alapján.
Korábban, 2017 januárjában Theresa May brit miniszterelnök 12-pontos tervet jelentett be a brit tárgyalási célokról, és megerősítette, hogy a kormány nem kívánja fenntartani a brit részvételt az Európai Közös Piacban. Ígéretet tett a „nagy visszavonási törvény” kidolgozására, amely az 1972-es, az Európai Közösségről szóló brit törvényt helyezné hatályon kívül, illetve beillesztené a fenntartani szándékolt EU-jogszabályokat az Egyesült Királyság jogrendszerébe. A kilépés feltételeit még nem tárgyalták meg, és ideiglenesen az Egyesült Királyság egyelőre még az Európai Unió teljes jogú tagja marad.
A brit parlament alsóháza mind 2019 januárjában, mind 2019. március 12-én nagy arányban leszavazta a Brexitről az Európai Unióval kötendő megállapodásnak a Theresa May miniszterelnök által beterjesztett (márciusban némileg kiegészített) változatát. 2019. március 12-én 242-en szavaztak a javaslat elfogadása mellett és 391-en ellene.
 2019. március 27-én 441 szavazattal 105 ellenében támogatta a brit parlament alsóháza azt, hogy elhalasszák a Brexitet. Az azt megelőző EU-csúcson elfogadott egyezség alapján a kilépés 2019. május 22-én történik meg, ha a britek március 29-éig elfogadják a Brexitről szóló megállapodást, ha pedig nem, a londoni kormánynak április 11-ig jeleznie kell, hogy hosszabb halasztást kér és részt vesznek az EP-választáson. Ha nem jelzik, akkor megegyezés nélkül kieshetnek az unióból.
A 2019. március 29-én tartott harmadik szavazáson is elutasította az alsóház a Theresa May által javasolt kilépési megállapodást. Ez alkalommal az igenek száma 286, a nemek száma 344 volt. Az Európai Bizottság sajnálkozását fejezte ki a negatív döntés miatt. A brexit tehát az eredetileg megszabott időpontig, 2019. március 29-ig nem történt meg.
2019. május 24-én Theresa May miniszterelnök bejelentette, hogy június 7-én távozik a kormányzó Konzervatív Párt és a kormány éléről.
Theresa May utódja, Boris Johnson, 2019. július 24-én lépett hivatalba. Johnson világossá tette, hogy legkésőbb 2019 októberében mindenképpen végre akarja hajtani a kilépést vagy az Európai Unióval kötendő Brexit-megállapodással, vagy akár annak megkötése nélkül is.
2019. augusztus 28-án a brit sajtó közölte, hogy II. Erzsébet királynő elfogadta Boris Johnson miniszterelnök kérését, és felfüggeszti a brit parlament ülésezését, 2019. szeptember 9-étől október 14-ig. A brit legfelsőbb bíróság azonban egyhangú döntésével 2019. szeptember 24-én semmisnek és törvénytelennek mondta ki a parlamenti ülésszak felfüggesztéséről hozott határozatot, így ezt követően a brit parlament folytatta munkáját.
Mivel az Európai Unióval való megállapodás megkötését egy kilépni szándékozó tagállam számára nemzetközi szabály nem írja elő, Theresa May lemondása után Boris Johnson miniszterelnök igyekezett kihasználni a brit választók széles tömegeinek elégedetlenségét és türelmetlenségét amiatt, hogy a 2016-as népszavazás eredménye ellenére a Brexit 2019 őszéig sem történt meg. Ebben az időszakban a brit belpolitika alapvető kérdésévé vált a kilépés módja. 
2019. október 17-én az EU-tagországok brüsszeli csúcstalálkozóján aláírták az Egyesült Királyság rendezett európai uniós kiválásának feltételeiről szóló megállapodást, amely az Egyesült Királyság parlamentjének és az Európai Parlamentjének a jóváhagyása után léphet hatályba.
2019. október 28-án az Európai Unió 27 tagállama egyhangúlag jóváhagyta Boris Johnson brit kormányfő Brexittel kapcsolatos halasztási kérelemét. Ezek szerint 2019. október 31. helyett 2020. január 31-ig halasztják el az Egyesült Királyság kiválását az Európai Unióból.Ugyanakkor, amennyiben a brit parlament korábban elfogadja az EU-val kötött, a kilépési feltételeket rögzítő megállapodást, akkor már 2019-ben, november 1-én vagy december 1-jén is kiléphet az Egyesült Királyság az EU-ból.
Bár a brit alsóház előző nap még elutasította, 2019. október 29-én megszavazta Boris Johnson indítványát előrehozott parlamenti választások 2019. december 12-én való megtartására. (A törvényjavaslatot még a Lordok Házának is jóvá kellett hagynia, végül a királynőnek is alá kellett írnia a kihirdetéshez.)
2019. december 20-án a brit parlament alsóháza 124 fős többséggel elfogadta a 2019 októberében előkészített Brexit-megállapodás szövegét, mely szerint az Egyesült Királyság 2020. január 31-ével kilép az Európai Unióból.
2019. január 31-én az Európai Parlament képviselői kétnapos plenáris ülésükön - 621 szavazattal, 49 ellenében, és 13 tartózkodás mellett - jóváhagyták az Egyesült Királyság uniós tagságának megszűnéséről szóló szóló megállapodást. Ezzel dőlt el, hogy az Egyesült Királyság 2020. január 31-én megállapodással hagyja el az Európai Uniót.
A kilépés napját egy 2020. december 31-ig tartó átmeneti időszak követte, az Európai Unió és az Egyesült Királyság közötti megállapodás alapján. Ebben az átmeneti időszakban az Egyesült Királyságban továbbra is az uniós jogot kellett alkalmazni, az uniós jogban a tagállamok körébe az Egyesült Királyság továbbra is bele kellett érteni.